# STS-56
STS-56 var en flygning i det amerikanska rymdfärjeprogrammet med rymdfärjan Discovery. Den sköts upp från Pad 39B vid Kennedy Space Center i Florida den 8 april 1993. Efter drygt nio dagar i omloppsbana runt jorden återinträdde rymdfärjan i jordens atmosfär och landade vid Kennedy Space Center.

## Besättning
- Kenneth D. Cameron
- Stephen S. Oswald
- C. Michael Foale
- Kenneth D. Cockrell
- Ellen Ochoa